# Yahya ibn Mahmud al-Wasiti

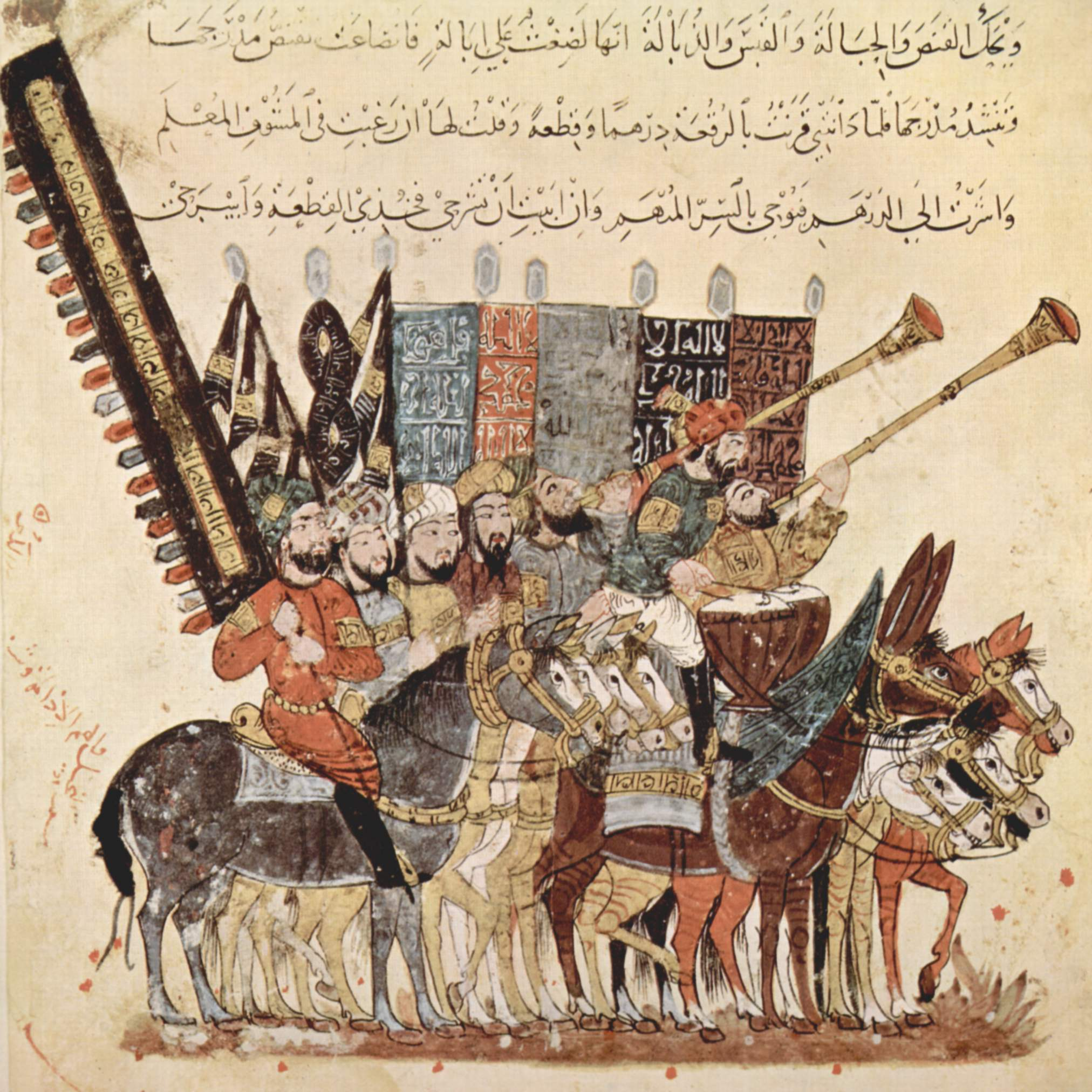
Ilustración del Maqama de al-Hariri.

Yahya ibn Mahmud al-Wasiti (Árabe: يحيى بن محمود الواسطي) fue un pintor y calígrafo del siglo XIII, nacido en Wasit, actual Irak.  Se le considera el representante más destacado de la escuela de Bagdad. Su estilo, a la vez realista y estilizado, muestra influencias del arte turco y de los nativos cristianos.  Es conocido por sus ilustraciones del Maqama de al-Hariri.